# Brictius thom Norde
Brictius thom Norde, (auch: Brictius von Norden, Brictius Nordanus, Brictius thon Norde; * um 1490 in Schöppingen; † 4. August 1557 in Lübeck) war ein lutherischer Theologe und Reformator.

## Leben
Brictius thom Norde stammte aus Schöppingen bei Horstmar. Nach unsicherer Überlieferung war sein Vater aus Norden (Ostfriesland) eingewandert und hatte als Kapitän in Dortmund gelebt. Über seine Jugend und Ausbildung ist nichts bekannt. 1528 half er Gerd Omeken in Büderich (Wesel), nachdem Johann Klopreis dort gefangen genommen und nach Köln gebracht worden war. Die kirchlichen Maßnahmen des Herzogs Johann von Kleve veranlassten ihn, nach Münster zu gehen.
Im Frühjahr 1532 wirkte er als Gehilfe Bernd Rothmanns, wurde im September 1532 Prediger an St. Martini und heiratete Rothmanns Schwester. Seitdem war er an den turbulenten Ereignissen in Münster beteiligt, wirkte auch mit bei der Einführung der Reformation in Ahlen und übersetzte die Schrift Martin Bucers Handlung mit Melchior Hofman ins Niederdeutsche (gedruckt in Münster 1533). Während Rothmann ab 1532 mit den nach Münster gezogenen Wassenberger Prädikanten sympathisierte und infolgedessen bald die Kindertaufe ablehnte, blieb thom Norde seinen lutherischen Prinzipien treu. Bei einer am 7./8. August 1533 vom Syndikus der Stadt Münster, Johann von der Wyck, angesetzten Disputation aufgrund der bestehenden Spannungen zwischen Rothmann und den Prädikanten auf der einen und dem Rat der Stadt Münster – bei der Disputation vertreten durch die lutherisch gesinnten Prediger – auf der anderen Seite, erschien thom Norde noch im Gefolge Rothmanns, isolierte sich aber bald von diesem.
Er beteiligte sich nicht unmittelbar an der Disputation, jedoch wurde sein zuvor schriftlich eingereichtes Bekenntnis verlesen, in dem er sich zu den strittigen Fragen über Abendmahl und Taufe äußerte. Thom Norde befürwortete weiterhin die Kindertaufe: „De parvulorum Baptismo dico, quod impius non sit.“ So stellte er sich zusammen mit dem Schulrektor Johann Glandorp gegen die Wassenberger und ihre Sakramentsauffassung. Am 1. Januar 1534, kurz bevor die niederländischen Melchioriten nach Münster gelangen, verloren thom Norde und Glandorp das Predigtamt. Brictius ging als Prediger nach Soest und wurde dort im Herbst 1534 Superintendent und Pfarrer an St. Petri, als Nachfolger von Jan de Brunes.
Als Anfang 1535 in Soest eine aus Frankreich stammende Flugschrift samt einem gefälschten Gutachten Philipp Melanchthons unter den evangelischen Predigern der Stadt für Aufregung sorgte, da sie nicht wussten, dass es sich um eine Fälschung handelte, bat thom Norde in seinem Amt als Superintendent der Stadt Martin Luther um Hilfe, der ihm das Gutachten mit einer Entgegnung zurücksandte.
1537 reiste Superintendent thom Norde zusammen mit den beiden Ratsverwandten Hermann Riemenschneider und Hermann Osterkamp als Vertreter der Stadt Soest zu einer Versammlung des Schmalkaldischen Bundes nach Schmalkalden. Dort unterzeichnete er im Namen der Kirche von Soest die Confessio Augustana, die Apologie der Confessio Augustana, den Tractatus de potestate et primatu Papae sowie die Schmalkaldischen Artikel. Trotz seiner Unterschrift trat die Stadt Soest dem Schmalkaldischen Bund nicht bei.
Als die Stadt Soest 1548 verpflichtet wurde, das Augsburger Interim anzuerkennen, forderten Abgesandte des Herzogs Wilhelm V. von Kleve die Ausweisung der evangelischen Prediger aus der Stadt. Thom Norde, ein entschiedener Gegner des Interim, verließ Soest daraufhin am 4. September 1548. Er fand Aufnahme in Lübeck. Dort verbrachte er seine letzten Jahre als Diaconus an der Aegidienkirche.
Sein Sohn Martinus Nordanus wurde Syndicus der Hansestadt Lübeck.